# Brockweir
Brockweir est un village et une paroisse civile anglaise située dans le district de Forest of Dean et le comté du Gloucestershire.